# Van Nispen

Geslachtswapen (1816)

Van Nispen is een Nederlands bestuurders- en adellijk geslacht.

## Geschiedenis
De eerst bewezen stamvader is Aert Claussone die voor 7 februari 1527 zou zijn overleden. Zijn directe nageslacht was woonachtig in Vlissingen, zijn kleinzoon Abraham (begraven 1638) werd in 1601 poorter van Middelburg en trad nog op onder patroniem. De leden van de familie behoorden tot de plaatselijke doopsgezinde gemeente. De zoon van Abraham, Christiaen Abrahamsz. (begraven 1652) noemde zich als eerste Van Nispen. In de zeventiende eeuw ging Christiaen van Nispen (1653-1703) aan de Universiteit van Leuven studeren en bekeerde zich tot het katholicisme. Zijn nazaten huwden met telgen uit andere rooms-katholieke regenten- en adelsgeslachten.
Bij Koninklijk Besluit van 1 juli 1816 werden Hermanus Carolus Casper Bartholomaeus van Nispen van Pannerden (1764-1829) en diens neef (oomzegger) Lodewijk Carel Jacob Christiaan Frans van Nispen tot Velde (1790-1872) benoemd in de Ridderschap van Gelderland en verkregen het adellijke predicaat jonkheer; andere leden van het geslacht bleven ongeadeld. De familie bestaat uit verschillende takken, waarvan sommige de toevoegingen aan hun naam ontlenen aan landgoederen die in hun bezit waren of zijn:
- Van Nispen tot (of van) Sevenaer, ontleend aan Huis Sevenaer;
- Van Nispen tot (of van) Pannerden, ontleend aan Pannerden.

## Enkele telgen

### Oudste tak
Christianus Franciscus van Nispen (1724-1765), landrentmeester van het graafschap Bergh
- Mr. Jacobus Johannes van Nispen (1758-1794), advocaat
  - Jhr. mr. Lodewijk Carel Jacob Christiaan Frans van Nispen, heer van 't Velde (1790-1872), administrateur van huis Bergh, schout van Bergh, lid Ridderschap, Provinciale en Gedeputeerde Staten van Gelderland, in 1816 opgenomen in de adelstand
    - Jhr. Reginald Alphons van Nispen (1832-1874), landdrost van Waterberg en stamvader van de bloeiende Zuid-Afrikaanse tak die tevens de chef de famille levert
    - Jhr. Gneomar Adalbert van Nispen (1839-1921), burgemeester, lid Provinciale en Gedeputeerde Staten
      - Jhr. Gerard Alfred van Nispen (1868-1949), burgemeester
      - Jhr. Jacob Dagobert van Nispen (1873-1951), kandidaat-notaris en agent van De Nederlandsche Bank
        - Jhr. Gneomar Adalbert Alfred van Nispen (1911-1981), president bijbank van De Nederlandsche Bank
          - Jkvr. Wilhelmina Anne-Marie van Nispen (1943); trouwde in 1965 met mr. Anton Frederik August (Freek) Kamerling (1940-2019), oprichter van Dille & Kamille
            - Antonie Kamerling (1966-2010), acteur
- Arnoldus Joannes Antonius van Nispen, heer van Sevenaar (1761-1795), sinds 1785 heer van Sevenaer en stamvader van de niet-adellijke tak
  - Everhard Çhristiaan van Nispen, heer van Sevenaar (1784-1842), adjunct-maire van Zevenaar, verkoopt Sevenaer in 1824 aan een verwant
- Jhr. Hermanus Carolus Casper Bartholomaeus van Nispen van Pannerden, heer van Pannerden (1764-1829), in 1816 opgenomen in de adelstand, stamvader van de jongste tak

### Jongste tak
Jhr. Hermanus Carolus Casper Bartholomaeus van Nispen van Pannerden, heer van Pannerden (1764-1829), militair, landrentmeester van het huis Bergh, hoofdschout van Zevenaar, lid Ridderschap en Provinciale Staten van Gelderland, sinds 1803 heer van Pannerden
- Jhr. Joannes Antonius Christianus Arnoldus van Nispen van Sevenaer, heer van Sevenaer (1803-1875), lid van de Tweede Kamer
  - Jhr. mr. Carel Jan Christiaan Hendrik van Nispen tot Sevenaer (1824-1884), lid van de Tweede Kamer; trouwde in 2e echt met jkvr. Cornelia Maria Eugenia Petronella Michiels van Kessenich (1827-1912), telg uit het geslacht Michiels
    - Jhr. mr. Paulus Josefus Aloijsius Anacletus Maria van Nispen tot Sevenaer (1856-1944), lid gemeenteraad van Arnhem, lid Provinciale en Gedeputeerde Staten van Gelderland
      - Jhr. mr. Carolus Henricus Josephus Ignatius Maria van Nispen tot Sevenaer (1893-1972), advocaat en procureur, burgemeester
      - Jhr. Joannes Ludovicus Emmanuel Maria van Nispen tot Sevenaer (1902-1975), burgemeester

    - Jhr. Joseph Willem Jan Carel Marie van Nispen tot Sevenaer (1861-1917), lid van de Tweede Kamer
      - Jhr. mr. Carel Herman Maria Joseph Jan van Nispen tot Sevenaer (1893-1952), burgemeester

  - Jhr. mr. Franciscus Xaverius Gerhardus Maria van Nispen tot Sevenaer (1832-1915), lid Provinciale Staten van Gelderland
    - Jhr. mr. Carel Octave Marie van Nispen tot Sevenaer (1866-1949), rechter
      - Jhr. mr. Eugène Octave Marie van Nispen tot Sevenaer (1895-1957), kunsthistoricus, directeur Rijksdienst voor de Monumentenzorg
        - Jhr. mr. Joan Adriaan Marie (Jan Ary) van Nispen tot Sevenaer (1930-2014), directeur burgerzaken van de gemeente Rotterdam
          - Jhr. Eppo van Nispen tot Sevenaer (1964), hoofd Nederlands Instituut voor Beeld en Geluid

        - Jhr. mr. Wouter Joan Carel Marie van Nispen tot Sevenaer (1937-2008), griffier van de Hoge Raad der Nederlanden.
        - Jhr. ir. Leo Lodewijk Marie van Nispen tot Sevenaer (1939-2017), directeur Rijksdienst voor de Monumentenzorg

      - Jhr. mr. Leo Octave Marie van Nispen tot Sevenaer (1900-1993), burgemeester
      - Jkvr. Maria Christina Rudolphine Clementine van Nispen tot Sevenaer (1905-2003); trouwde in 1931 met jhr. mr. Cornelis Thomas Jules (Cees) van Rijckevorsel (1902-1975), burgemeester en telg uit het geslacht Van Rijckevorsel
      - Jkvr. Mathilde Clara Françoise Maria van Nispen van Sevenaer (1909-2007); trouwde in 1931 met Karl Eugen Georg Anton Hubert Marie Ghislain baron de Loë (1904-1937), burgemeester van Eijsden en telg uit het geslacht De Loë

    - Jhr. mr. Octave François Augustin Marie van Nispen tot Sevenaer (1867-1956), lid van de Tweede Kamer, diplomaat

  - Jhr. Raphaël Alexander Johannes Boudewinus Maria van Nispen van Sevenaer, heer van Sevenaer (1835-1885), lid gemeenteraad en wethouder van Zevenaar, lid van de Tweede Kamer
    - Jkvr. Adrienne Caroline Marie van Nispen van Sevenaer (1869-1905); trouwde in 1894 met Nicolaus Xaverius Theodorus Maria Vos de Wael (1865-1946), burgemeester
    - Jhr. Hubert Louis Marie van Nispen van Sevenaer (1879-1958), burgemeester
      - Jhr. Hubert René Reinoud Louis van Nispen van Sevenaer, heer van Sevenaer (1919-2012), biologisch landbouwer op Huis Sevenaer

    - Jkvr. Euphemie Raphaelle Marie van Nispen tot Sevenaer, vrouwe van Sevenaer (1880-1963)

  - Jhr. Hubertus Cornelis Joseph Maria van Nispen tot Sevenaer (1836-1897), priester en centralepresident van het Kolpingnetwerk
  - Jhr. mr. Leo Clemens Christiaan Otto Marie van Nispen tot Sevenaer (1839-1901), advocaat en lid van de Eerste Kamer
- Jhr. mr. Carolus Everhardus Josephus Franciscus van Nispen van Pannerden (1807-1870), heer van Pannerden, lid van de Eerste Kamer; trouwde in 1827 met Christina Josephina Theresia maria Hoevel, vrouwe van de Swanenburg (1806-1880)
  - Jhr. Franciscus Xaverius Jacobus van Nispen van Pannerden, heer van Swanenburg (1830-1899), onder andere lid van de Eerste Kamer
    - Jhr. Otto Carel Jan Christiaan Lodewijk Marie van Nispen van Pannerden, heer van Pannerden, de Berenclauw en Rijswijk (Duiven) (1844-1905), lid gemeenteraad en wethouder van Zevenaar, lid van Provinciale Staten van Gelderland
      - Jhr. Frans Lodewijk Marie van Nispen van Pannerden,  heer van Pannerden (1874-1928), burgemeester en secretaris van Pannerden
        - Jhr. dr. Otto Frans Antoine Hubert van Nispen tot Pannerden (1907-1992), burgemeester, lid van de Eerste Kamer, commissaris van de koningin in Overijssel
        - Jkvr. Wilhelmina Louise Hubertha Maria van Nispen van Pannerden (1910-1996); trouwde in 1937 met Gellius Lodewijk Godfried Maria Cremers (1896-1947), burgemeester
        - Jkvr. Louise Ernestine Johanna Maria van Nispen van Pannerden (1915-2004); trouwde in 1936 met mr. Pieter Frans Gabriel Alphons Geradts (1909-2001), burgemeester

      - Jhr. mr. Herman Karel Marie van Nispen van Pannerden (1875-1963), advocaat en procureur, lid Provinciale en Gedeputeerde Staten van Gelderland
        - Jkvr. Digna Carloina Paulina Maria van Nispen van Pannerden (1915-2006); trouwde in 1941 met dr. Desiré Paul Raymond Arthur Bouvy (1915-1993), museumdirecteur, laatstelijk van het Museum Catharijneconvent

      - Jhr. Hubert Emile Marie van Nispen tot Pannerden (1878-1942), burgemeester van Klimmen
        - Jkvr. Aloysia Theresia Alphonsa Isla Maria (Wisia) van Nispen tot Pannerden (1923-2013); trouwde in 1952 met mr. Louis Joseph Marthe Corten (1922-1990), burgemeester

      - Jhr. Otto Jan Marie van Nispen tot Pannerden (1878-1949), burgemeester
        - Jhr. Octave van Nispen tot Pannerden (1922-2003), glazenier en wethouder van Renkum

      - Jhr. Ernest Eugène Marie van Nispen van Pannerden, heer van de Berenclauw (1882-1955), burgemeester
        - jkvr. Gabrielle Eugénie Marie van Nispen tot Pannerden (1924-2008); trouwde in 1949 met Rolof Diederik Otto baron van Hövell tot Westervlier en Wezeveld (1917-2007), burgemeester en telg uit het geslacht Van Hövell

      - Jhr. Antoon Eduard Marie van Nispen tot Pannerden (1884-1964), burgemeester van Didam en Zevenaar, lid van Provinciale Staten
        - Jhr. mr. Antoon Jan Marie van Nispen tot Pannerden (1914-1972), secretaris-generaal van het ministerie van Algemene Zaken
        - Jhr. mr. Ernest van Nispen tot Pannerden (1920-1992), burgemeester van Groenlo en Bemmel, lid van Provinciale Staten

      - Jkvr. Eugenie Louise Marie van Nispen van Pannerden, vrouwe van Rijswijk (Groessen) (1885-1961)

    - Jkvr. Mathilde Anne Marie van Nispen van Pannerden (1857-1933); trouwde in 1884 met jhr. Alphonse Eduard Marie van Rijckevorsel van Kessel (1857-1901), burgemeester  en telg uit het geslacht Van Rijckevorsel
    - Jkvr. Octavia Ottine van Nispen van Pannerden (1885-1947); trouwde in 1911 met Jan Joseph Godfried van Voorst tot Voorst (1880-1963), generaal en telg uit het geslacht Van Voorst tot Voorst

## Bezittingen

### Heerlijkheden
- Pannerden (1803-1992)
- Rijswijk (Duiven/Groessen)

### Huizen (bewoningen)
- Berenclauw
- Den Doelen, Zevenaar
- De Geldersche Waard, Herwen
- Groenenberg, Oirschot
- Hoek, Zevenaar
- Kessenich, Kessenich
- Molenzicht, Laag-Keppel
- Kasteel Oost, Eijsden
- Huis Sevenaer, Zevenaar (1785-2012)
- Stillewald, Wehl
- Swanenburg (1880-1899)
- Huis 't Velde, Warnsveld
- Het Wezeveld, Twello